# جان بيار بوريس
جان بيار بوريس (بالفرنسية: Jean-Pierre Boris)‏ هو صحفي فرنسي، ولد في القرن العشرين.